# أبقراطية صغيرة السداة
أبقراطية صغيرة السداة (الاسم العلمي: Hippocratea myriantha) هي نوع من النباتات يتبع جنس الأبقراطية من الفصيلة الحرابية.